# Azara-arassari
De Azara-arassari (Pteroglossus azara) is een vogel uit de familie Ramphastidae (toekans).

## Verspreiding en leefgebied
Deze soort komt voor in het noordwestelijk Amazonebekken en telt drie ondersoorten:
- P. a. flavirostris: het westelijk Amazonebekken.
- P. a. azara: noordwestelijk Brazilië.
- P. a. mariae (bruinsnavelarassari): het zuidwestelijk Amazonebekken.

## Status
De grootte van de populatie is niet gekwantificeerd maar de soort wordt omschreven als vrij algemeen. Op de Rode lijst van de IUCN heeft deze soort de status niet bedreigd.